# Vincenc Kulhánek
Vincenc Kulhánek, také Čeněk Kulhánek (1791 Praha, 29. listopadu 1864 Praha) byl český architekt, stavitel, kreslič a posléze vrchní inženýr u zemského stavebního ředitelství v Praze.
Narodil se v Praze. V letech 1812-1814 studoval na stavovské polytechnice v Praze. Ve 40. letech bydlel v Praze v budově C. a k. Náboženského fondu čp. 461/I na Staroměstském náměstí. 

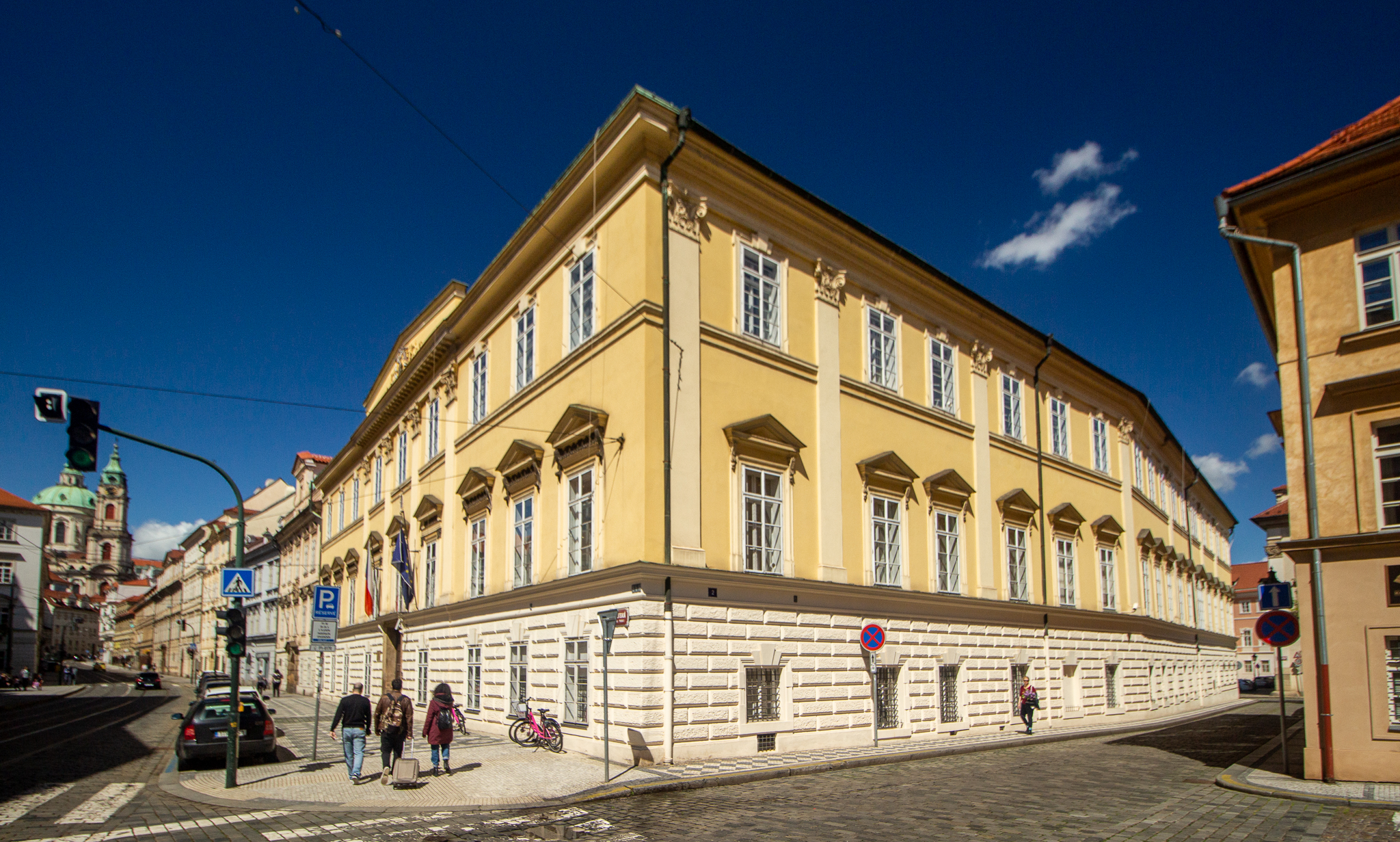
Rohanský palác na nároží Karmelitské a Hroznové ulice v Praze

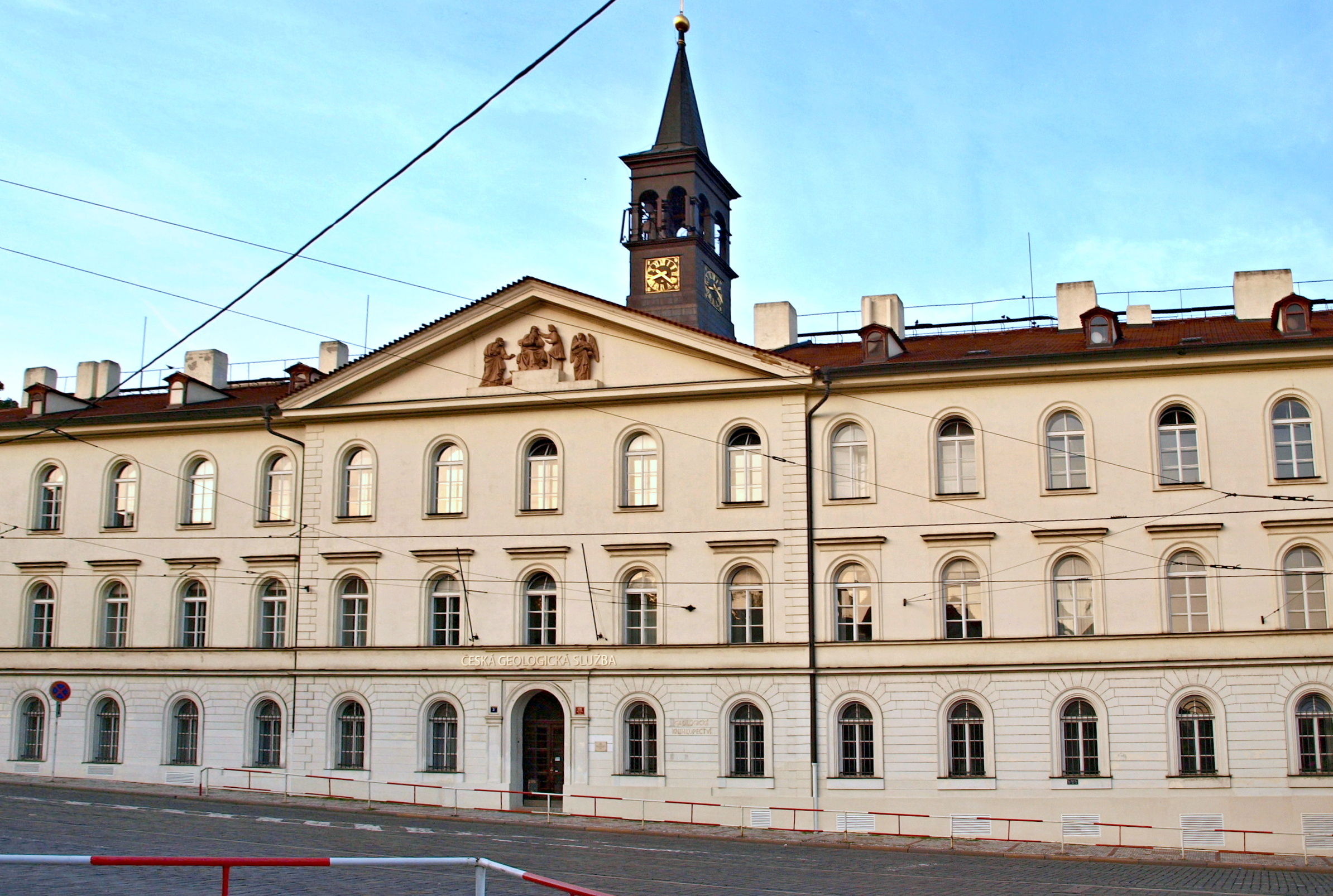
Bývalý Klárův ústav slepců v Praze na Klárově

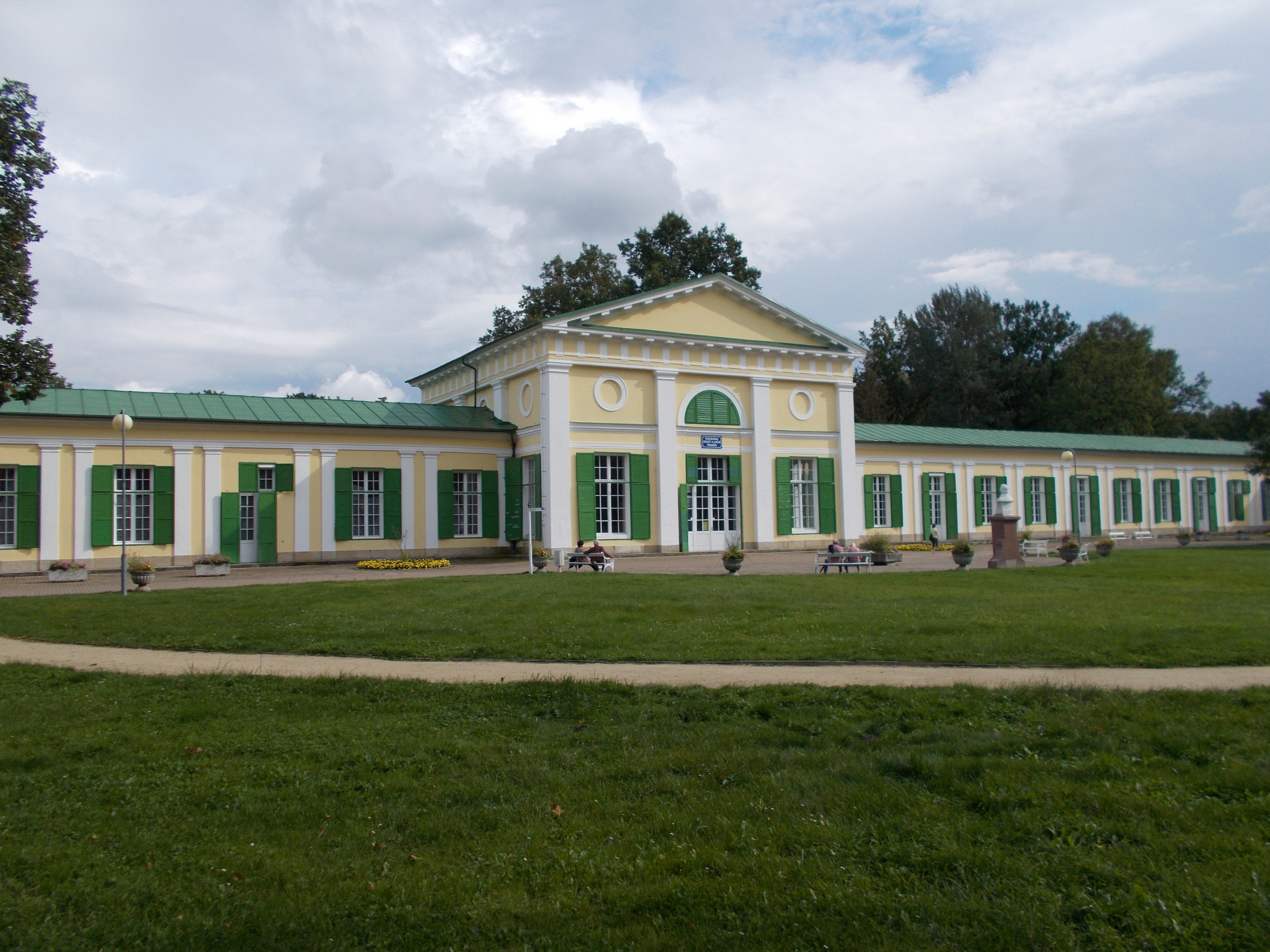
Kolonáda Lučního a Solného pramene, Františkovy Lázně

## Projekty a adaptace
- návrh na klasicistní úpravu domu čp. 82/III v ulici U Lužického semináře v Praze na Malé Straně spojením dvou starších objektů
- projekty na Klárův ústav slepců  čp. 131/III v Praze na Malé Straně (od roku 1838)
- plány na přestavbu Rohanského paláce čp.386/III v Praze na Malé Straně
- plány na přestavbu bohosloveckého semináře čp. 153/II V Jirchářích v Praze na Novém Městě (1841)
- projekt na kolonádu Solného a Lučního pramene ve Františkových Lázních, realizoval stavitel Füllhaus (1844)
- dispoziční změny v budově bohosloveckého semináře (bývalé malostranské jezuitské koleje) čp. 1/III v Praze na Malé Straně (1845)
- zvýšení konventu řádu křižovníků s červenou hvězdou čp. 19/I v Praze na Starém Městě (1846)
- projekt na pozdně klasicistní vilu čp. 460c/II  ředitele státní nemocnice (psychiatrické kliniky) v Praze, v zahradě ulice Ke Karlovu (1846), roku 1847 realizoval stavitel Karel Duchoslav [2] (nyní ve dvoře za vrátnicí)
- Roku 1858 byl vyzván k účasti na soutěži k projektu budovy České spořitelny (Böhmische Sparkasse) v Praze.

## Rodina
S manželkou Marií Annou (* 1802) bydleli v Praze na Novém Městě Ve Smečkách v domě čp. 604/II a vychovali pět dětí:
- Vojtěch/Adalbert (1826-1905), státní úředník[3]
- Karel (* 1833)
- Vincenc junior (* 1836), v letech 1853-1855 kadet 1. pěšího pluku císaře Františka Josefa I.[4]
- dcery Anna (* 1823) a Marie (* 1825)[5]